# Albert le toubab
Albert le toubab est un roman français de Yaël Hassan, paru en septembre 2008.

## Synopsis
Albert est un vieux monsieur veuf qui habite à côté d'une « cité » et mène une vie très tranquille avec son chat Hector.
Sa femme, avant de mourir, avait engagé Zaïna, une femme de ménage. Un jour Zaïna a un malaise chez Albert, qui doit alors s'occuper de Memouna la fille de Zaïna pendant quelques jours.
Memouna est une petite fille farceuse, boudeuse et turbulente, en quelques mots une véritable chipie. La pauvre Memouna doit échanger ses copains de la cité contre la compagnie de ce vieux grincheux ! La cohabitation promet d’être agitée… Une rencontre explosive

## Thème développé dans l'ouvrage
Ce livre décrit surtout les préjugés que l'on peut avoir sur les autres. Ici Albert, qui est un immigré portugais ne comprend pas pourquoi les jeunes de la cité d'à côté brûlent des voitures, et autres dégradations, alors que lui s'est parfaitement intégré. On découvre dans ce livre que ceci est surtout dû à l'incompréhension que les protagonistes ont les uns envers les autres.

## Caractère pédagogique de cet ouvrage
Au sein du ministère français de l'Éducation nationale, l'académie d'Amiens recommande cet ouvrage qui « donne une belle leçon de vie en abordant les relations intergénérationnelles sans ton moralisateur ni misérabilisme », un collège de l'académie de Lille sélectionne cet ouvrage pour le concours lecture (trois ouvrages sélectionnés pour les classes de quatrième-troisième), la commission pédagogique du Prix Littéraire de la Citoyenneté le sélectionne en lien avec les enseignants de la Commission pédagogique de l'académie de Nantes, l'académie de Caen le sélectionne au titre que « le rapprochement de deux générations – ici, Albert, le retraité et les enfants d'une cité – peut conduire à l'enrichissement mutuel. Le racisme, la solitude et l'isolement vont reculer au profit d'une relation fondée sur le partage et la transmission de connaissances ».

## Prix
Ce roman a reçu le prix PEP Solidarité en 2009, le prix Livre-Élu 2009 du collectif lecture de la Haute-Loire, le prix littéraire de la Citoyenneté 2010 du Maine-et-Loire et le prix Kilalu en 2010 (projet pédagogique mené par la ville d'Ivry-sur-Seine et le ministère de l'Éducation nationale),,.

## Éditions
- Yaël Hassan, Albert le toubab, Casterman, 2008 (ISBN 978-2203017535)
- Yaël Hassan, Albert le toubab, Casterman, 2010 (ISBN 978-2203033153)